# Singapore Cup 2016
Der Singapore Cup 2016 war die 19. Austragung des Fußball-Pokalwettbewerbs für singapurische Vereinsmannschaften. In dieser Saison nehmen insgesamt zwölf Teams teil. Titelverteidiger war Albirex Niigata.
Das Pokalturnier begann am 26. Mai 2016 mit der Vorrunde und wurde am 25. November 2016 mit dem Finale beendet.

## Teilnehmer
Insgesamt spielen zwölf Teams im diesjährigen Pokal. Alle neun Vereine aus der S. League sowie drei eingeladene Vereine aus Kambodscha und den Philippinen nehmen teil.
| S. League die 9 Vereine der S. League 2016 | Eingeladene Vereine                                                      |
| - Albirex Niigata - Geylang International - Balestier Khalsa - Home United - Hougang United - Tampines Rovers - Warriors FC - Young Lions - Brunei DPMM FC | Aus Kambodscha - Nagaworld FC Aus den Philippinen - Global FC - Ceres FC |

## Modus
Acht Teams wurden für die Vorrunde ausgelost, während die anderen vier Vereine ein Freilos bekamen. Die Vorrunde wird in einem Spiel und das Viertel- sowie das Halbfinale in Hin- und Rückspiel ausgespielt. Im Finale gibt es dann wieder nur ein Spiel.

## Vorrunde
Die Spiele der Vorrunde fanden vom 26. bis zum 29. Mai 2016 statt.
|                       | Ergebnis  |                |
| --------------------- | --------- | -------------- |
| Home United           | 2:1       | Hougang United |
| Geylang International | 2:1       | Warriors FC    |
| Nagaworld FC          | 0:5       | Global FC      |
| Ceres FC              | 3:1 n. V. | Young Lions    |

## Viertelfinale
Die Hinspiele fanden vom 27. bis zum 30. Juni und die Rückspiele vom 30. Juni bis zum 3. Juli 2016 statt.
|                  | Gesamt |                       | Hinspiel | Rückspiel |
| ---------------- | ------ | --------------------- | -------- | --------- |
| Albirex Niigata  | 4:2    | Geylang International | 2:0      | 2:2       |
| Balestier Khalsa | 4:3    | Home United           | 2:1      | 2:2       |
| Tampines Rovers  | 5:2    | Global FC             | 3:1      | 2:1       |
| Brunei DPMM FC   | 3:5    | Ceres FC              | 0:3      | 3:2       |

## Halbfinale
Die Hinspiele fanden vom 21. bis zum 24. August und die Rückspiele vom 9. bis zum 13. September 2016 statt.
|                 | Gesamt |                  | Hinspiel | Rückspiel |
| --------------- | ------ | ---------------- | -------- | --------- |
| Albirex Niigata | 2:0    | Balestier Khalsa | 1:0      | 1:0       |
| Tampines Rovers | 5:3    | Ceres FC         | 2:1      | 3:2       |

## Spiel um Platz 3
Das Spiel um Platz 3 wurde am 29. Oktober 2016 ausgetragen. Um den 3. Platz spielten die beiden Halbfinalspiel-Verlierer. Ceres FC gewann dieses Spiel und wurde Drittplatzierter.
|          | Ergebnis |                  |
| -------- | -------- | ---------------- |
| Ceres FC | 2:1      | Balestier Khalsa |

## Finale
Das Finale wurde am 29. Oktober 2016 ausgetragen. Um den Titelgewinn spielten die Halbfinalspiel-Gewinner. Albirex Niigata gewann dieses Spiel und wurde Singapore Cup 2016-Gewinner.
|                 | Ergebnis |                 |
| --------------- | -------- | --------------- |
| Albirex Niigata | 2:0      | Tampines Rovers |

| Paarung  | Albirex Niigata (Singapur) – Tampines Rovers      |
| Ergebnis | 2:0 (1:0)                                         |
| Datum    | 29. Oktober 2016                                  |
| Stadion  | Jalan Besar Stadium, Singapur                     |
| Tore     | 1:0 Atsushi Kawata (28.) 2:0 Kento Nagasaki (87.) |